# Gare de Liège-Carré
La gare de Liège-Carré, anciennement gare de Liège-Jonfosse, est une gare ferroviaire belge de la ligne 34, de Liège à Hasselt, située à proximité du centre-ville de Liège.
Elle est mise en service en 1877 par l'État Belge. C'est une halte ferroviaire de la Société nationale des chemins de fer belges (SNCB) desservie par des trains InterCity (IC), Suburbains (S), Omnibus (L) et d’Heure de pointe (P).

## Situation ferroviaire
Établie à 80 mètres d'altitude, la gare de Liège-Carré est située au point kilométrique (PK) 1,80 de la ligne 34, de Liège à Hasselt, entre les gares de Liège-Guillemins et de Liège-Saint-Lambert. Elle est également encadrée par les tunnels de Saint-Gilles (645 m) et Saint-Martin (735 m).

## Histoire

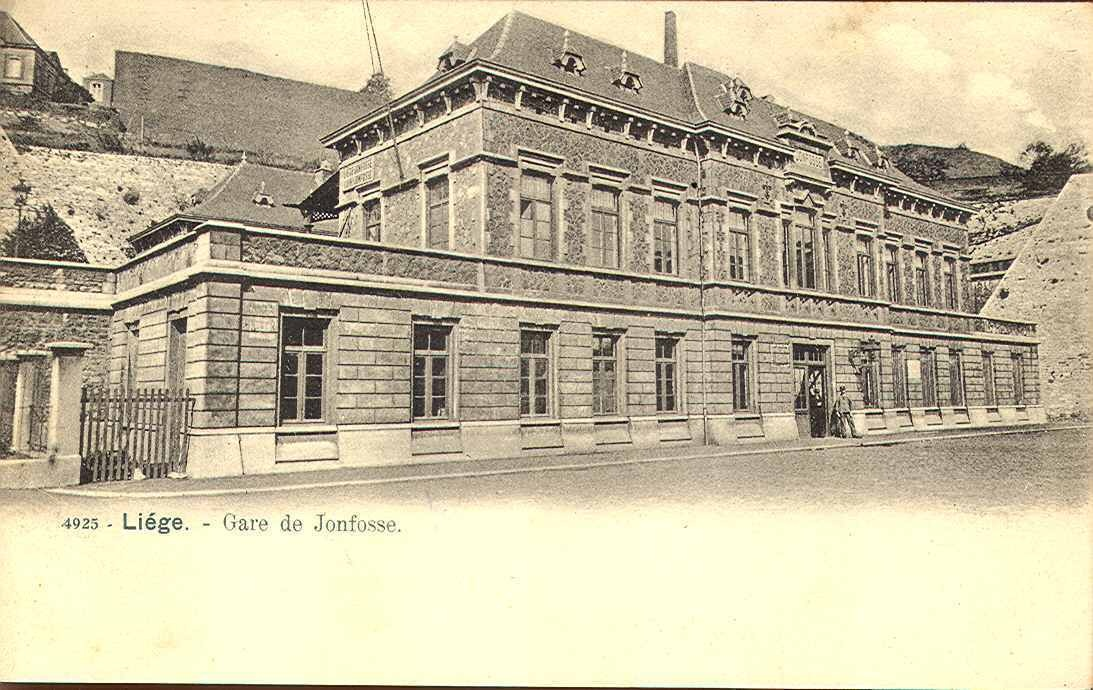
Le bâtiment original de la gare.

La halte de Liège-Jonfosse est mise en service le 1er septembre 1877 par l'État Belge, lorsqu'il ouvre à l'exploitation la ligne dite de « petite ceinture » créée pour relier la nouvelle gare centrale de Liège avec la ligne de la Compagnie du chemin de fer du Liégeois-Limbourgeois qui rejoignait la frontière entre la Belgique et les Pays-Bas près d'Eindhoven. Elle se trouve au pied d'ouvrages fortifiés datant du début du XIXe siècle et de la caserne d'artillerie.
Un important bâtiment voyageurs est créé en 1881. D'aspect néoclassique, il se distingue par une façade en pierres irrégulières. Le bâtiment des recettes, réparti sur deux deux niveaux, est complété par une maison séparée pour le chef de station avec, sur le quai opposé, un abri pour les voyageurs ; la construction de ces trois bâtiments couta respectivement 70 257, 25 517 et 31 739 francs auxquels se rajoutent 74 236 fr pour des travaux d'infrastructure.
Fermé en 1930, le bâtiment voyageurs est investi la même année par les archives de l'État à Liège, gagnant alors un étage tout comme l'abri des voyageurs lui faisant face. Lors du raid aérien du 24 décembre 1944 mené par des bombardiers à réaction allemands, la gare de Jonfosse est bombardée et une partie du dépôt d'archives est ravagé par un incendie.
Il sera de nouveau sans affectation après leur départ pour un nouveau site plus fonctionnel en 1988. En 1996, il est racheté par Fabrice Lamproye, Denis Lamalle et Pascal Levenstond qui le reconvertissent en un lieu culturel qu'ils dénomment la Soundstation. Le complexe, intégrant notamment café, restaurant, salle de concert, studio d'enregistrement et salles d'exposition, devient un lieu incontournable de la vie culturelle et musicale de Liège avant d'être fermé en 2008 pour un différend entre les associés.
En 2009, la gare qui a subi des dépréciations est fermée par une grille métallique rehaussée par des fils barbelés afin de protéger les quais hors des heures de desserte. Fin janvier 2012, les deux bâtiments de la gare étaient toujours à vendre. Ils ont depuis été rénovés par le bureau DSH et transformés en un ensemble de logements étudiants (56 kots) dénommé "Studentstation".
En 2018, la gare prend le nom de gare de Liège-Carré.

## Service des voyageurs

### Accueil
Halte SNCB, c'est un point d'arrêt non géré (PANG) à accès libre.

### Dessertes
Liège-Carré est desservi par des trains InterCity (IC), Suburbains (S), Omnibus (L) et d'Heure de pointe (P) de la SNCB.

#### En semaine
Liège-Carré possède sept dessertes régulières cadencées à l’heure :
- des trains IC-18 entre Liège-Saint-Lambert et Bruxelles-Midi via Huy, Namur et Gembloux dont deux autres trains sont prolongés depuis Tournai (le matin) et vers Tournai (l’après-midi) ;
- des trains IC-25 entre Liège-Saint-Lambert et Mons via Namur, Charleroi et La Louvière ;
- des trains S41 entre Liège-Saint-Lambert et Aix-la-Chapelle ;
- des trains S41 entre Hasselt et Verviers-Central ;
- des trains S42 entre Liers et Flémalle-Haute via Ougrée et Seraing, au rythme de deux par heure ;
- des trains L entre Liers et Marloie (certains sont prolongés vers Rochefort-Jemelle et un unique train P de Herstal à Rochefort-Jemelle s’ajoute l’après-midi).

#### Week-ends et jours fériés
La desserte comprend six trains réguliers cadencés à l'heure (sauf les trains vers Marloie et le Luxembourg) :
- des trains IC-09 entre Anvers-Central et Liège-Guillemins via Hasselt ;
- des trains IC-25 entre Liers et Mouscron ;
- des trains IC-33 entre Liers et Luxembourg (toutes les deux heures) ;
- des trains S41 entre Liège-Saint-Lambert et Aix-la-Chapelle ;
- des trains S42 entre Liers et Flémalle-Haute ;
- des trains L entre Liers et Marloie (toutes les deux heures).

Le dimanche soir, en période scolaire, un unique train P relie Arlon à Liège-Saint-Lambert.

### Intermodalité
Le stationnement des véhicules est possible à proximité.

## Comptage voyageurs
Ce graphique et tableau montre le nombre de voyageurs embarquant en moyenne durant la semaine, le samedi et le dimanche.
| Nombre de passagers qui embarquent à la gare de Liège-Carré | Nombre de passagers qui embarquent à la gare de Liège-Carré | Nombre de passagers qui embarquent à la gare de Liège-Carré | Nombre de passagers qui embarquent à la gare de Liège-Carré |
|                                                             | Semaine                                                     | Samedi                                                      | Dimanche                                                    |
| ----------------------------------------------------------- | ----------------------------------------------------------- | ----------------------------------------------------------- | ----------------------------------------------------------- |
| 1977                                                        | 592                                                         | 49                                                          | 4                                                           |
| 1978                                                        | 699                                                         | 58                                                          | 24                                                          |
| 1979                                                        | 773                                                         | 41                                                          | 24                                                          |
| 1980                                                        | 632                                                         | 45                                                          | 15                                                          |
| 1981                                                        | 735                                                         | 36                                                          | 36                                                          |
| 1982                                                        | 745                                                         | 53                                                          | 25                                                          |
| 1983                                                        | 867                                                         | 43                                                          | 31                                                          |
| 1984                                                        | 749                                                         | 70                                                          | 45                                                          |
| 1985                                                        | 757                                                         | 67                                                          | 73                                                          |
| 1986                                                        | 804                                                         | 81                                                          | 78                                                          |
| 1987                                                        | 789                                                         | 83                                                          | 66                                                          |
| 1988                                                        | 729                                                         | 99                                                          | 73                                                          |
| 1989                                                        | 732                                                         | 74                                                          | 82                                                          |
| 1990                                                        | 602                                                         | 87                                                          | 72                                                          |
| 1991                                                        | 830                                                         | 119                                                         | 84                                                          |
| 1992                                                        | 915                                                         | 125                                                         | 105                                                         |
| 1993                                                        | 950                                                         | 169                                                         | 211                                                         |
| 1994                                                        | 1 027                                                       | 174                                                         | 121                                                         |
| 1995                                                        | 1 003                                                       | 202                                                         | 95                                                          |
| 1996                                                        | 1 188                                                       | 198                                                         | 122                                                         |
| 1997                                                        | 1 114                                                       | 207                                                         | 123                                                         |
| 1998                                                        | 1 546                                                       | 268                                                         | 142                                                         |
| 1999                                                        | 1 120                                                       | 194                                                         | 123                                                         |
| 2000                                                        | 1 672                                                       | 475                                                         | 200                                                         |
| 2001                                                        | 1 074                                                       | 186                                                         | 156                                                         |
| 2002                                                        | 1 152                                                       | 213                                                         | 134                                                         |
| 2003                                                        | 1 089                                                       | 252                                                         | 142                                                         |
| 2004                                                        | 1 095                                                       | 270                                                         | 209                                                         |
| 2005                                                        | 1 238                                                       | 244                                                         | 132                                                         |
| 2006                                                        | 1 156                                                       | 228                                                         | 162                                                         |
| 2007                                                        | 1 415                                                       | 380                                                         | 242                                                         |
| 2008                                                        | -                                                           | -                                                           | -                                                           |
| 2009                                                        | 1 549                                                       | 456                                                         | 245                                                         |
| 2010                                                        | -                                                           | -                                                           | -                                                           |
| 2011                                                        | -                                                           | -                                                           | -                                                           |
| 2012                                                        | 1 603                                                       | 384                                                         | 310                                                         |
| 2013                                                        | 1 683                                                       | 404                                                         | 312                                                         |
| 2014                                                        | 1 768                                                       | 541                                                         | 293                                                         |
| 2015                                                        | 1 324                                                       | 436                                                         | 330                                                         |
| 2016                                                        | 1 434                                                       | 542                                                         | 446                                                         |
| 2017                                                        | 1 390                                                       | 429                                                         | 368                                                         |
| 2018                                                        | 1 579                                                       | 560                                                         | 351                                                         |
| 2019                                                        | 1 371                                                       | 511                                                         | 349                                                         |
| 2020                                                        | 957                                                         | 439                                                         | 340                                                         |
| 2021                                                        | -                                                           | -                                                           | -                                                           |
| 2022                                                        | 1 413                                                       | 496                                                         | 362                                                         |
| 2023                                                        | 1 911                                                       | 516                                                         | 359                                                         |
| 2024                                                        | 1 938                                                       | 572                                                         | 502                                                         |

## Galerie de photographies

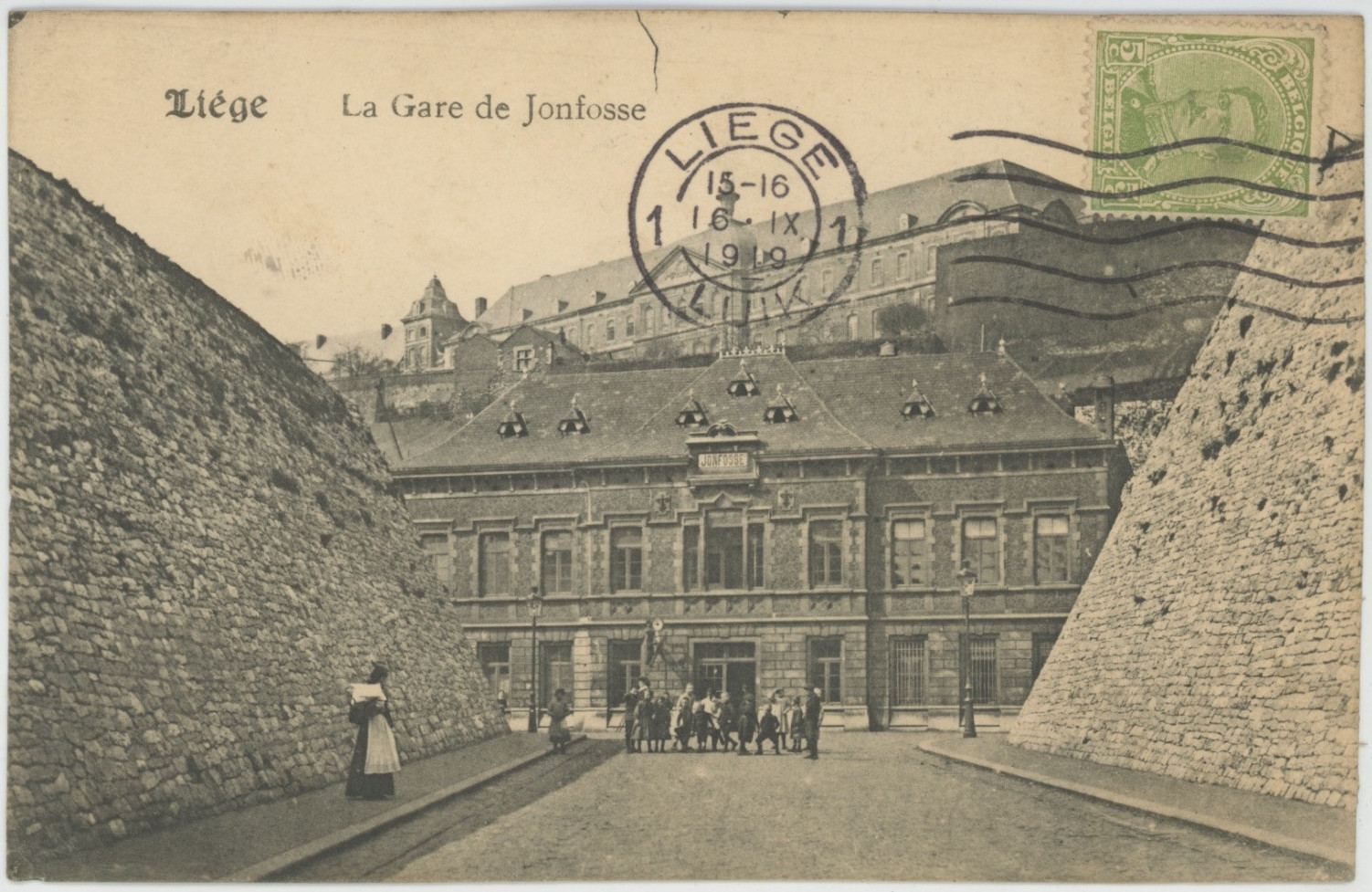
Le bâtiment de la gare originale et les remparts en 1919, avec l'Abbaye Saint-Laurent en arrière-plan.
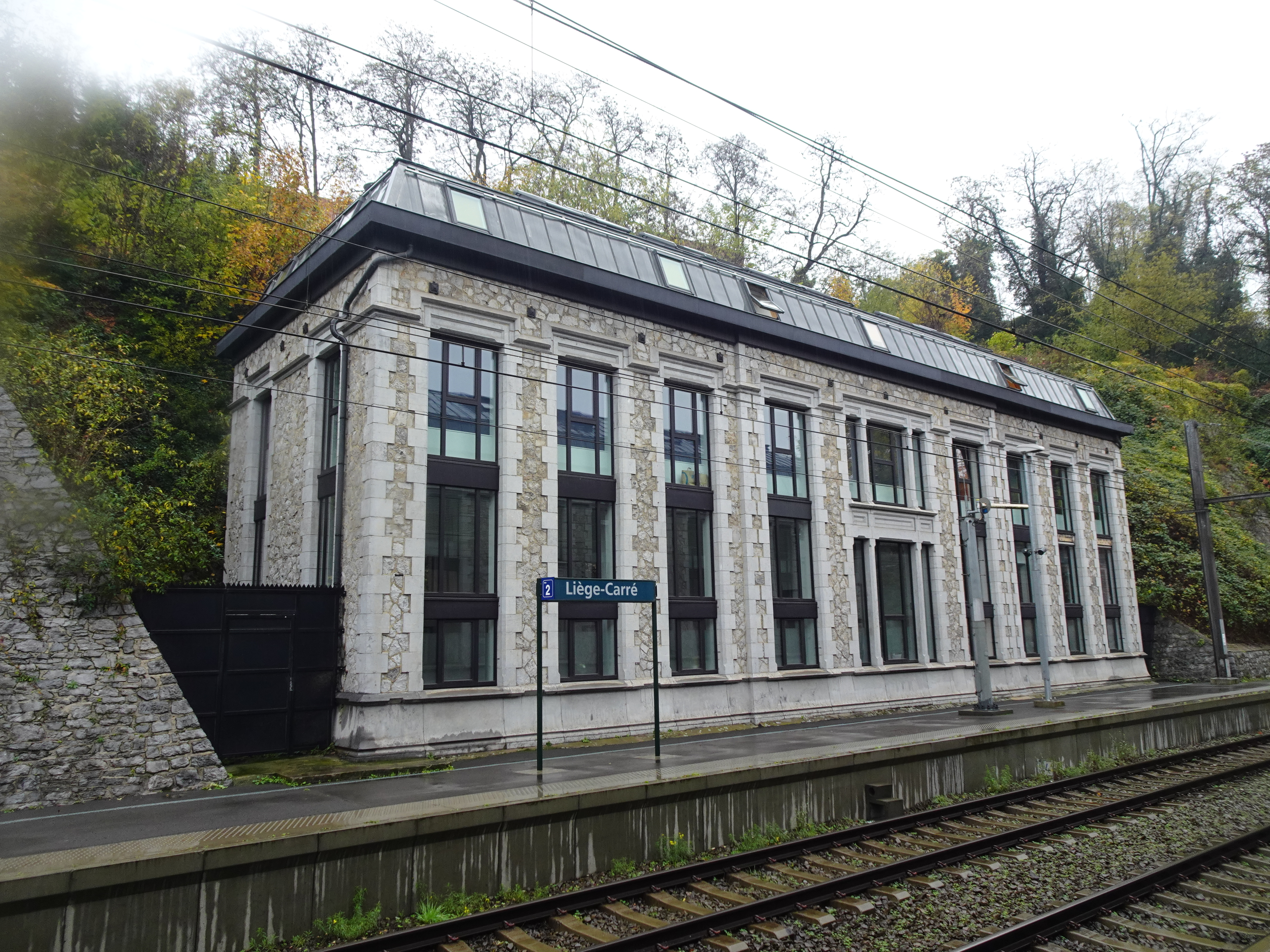
Bâtiment donnant sur le quai opposé.
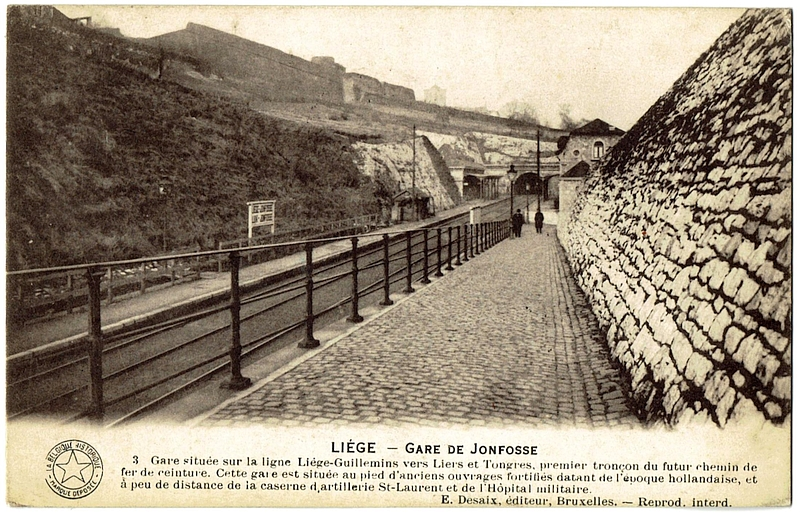
Les quais de la gare et les remparts à l'emplacement de l'actuelle rue Pouplin.
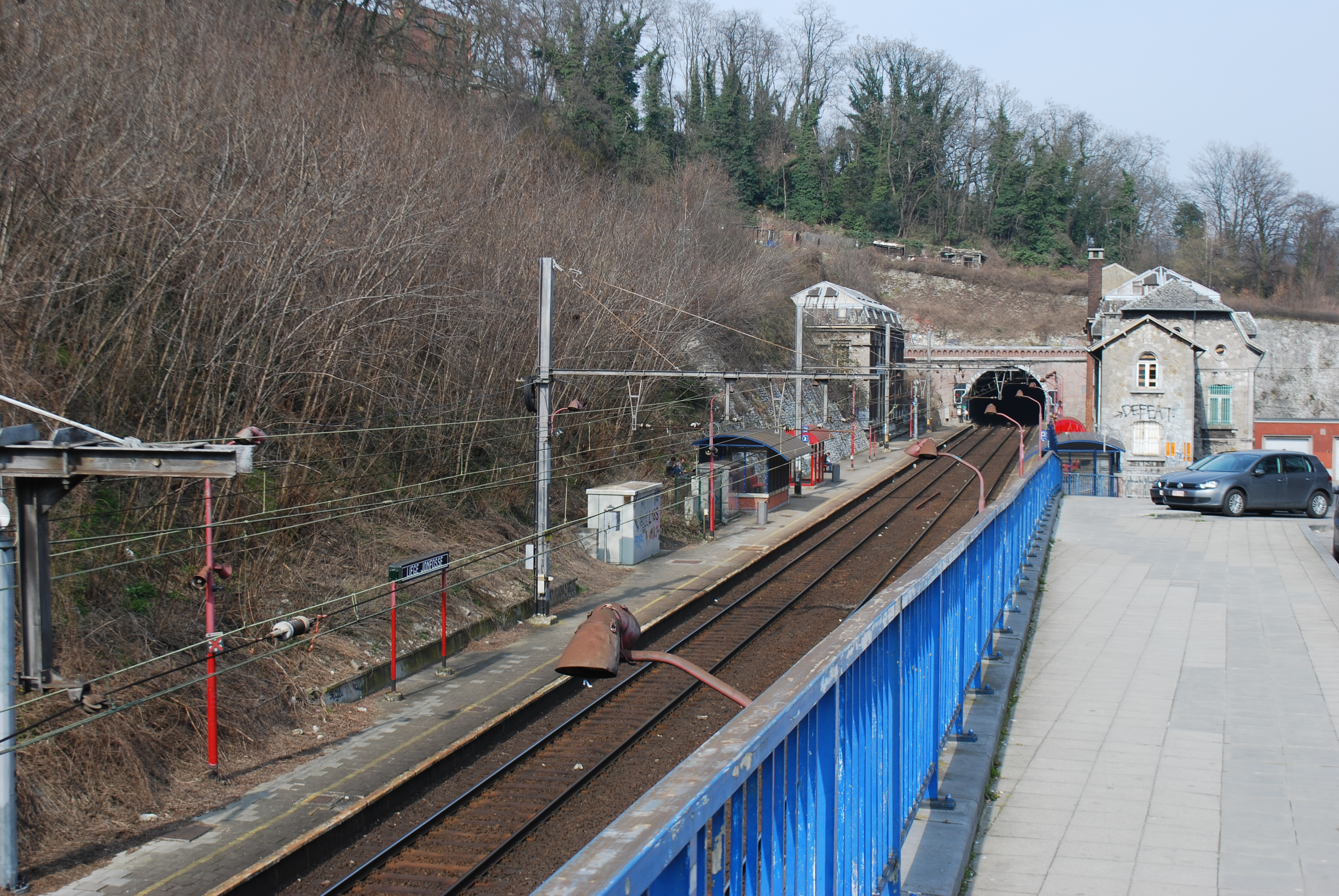
Le même endroit en 2013.
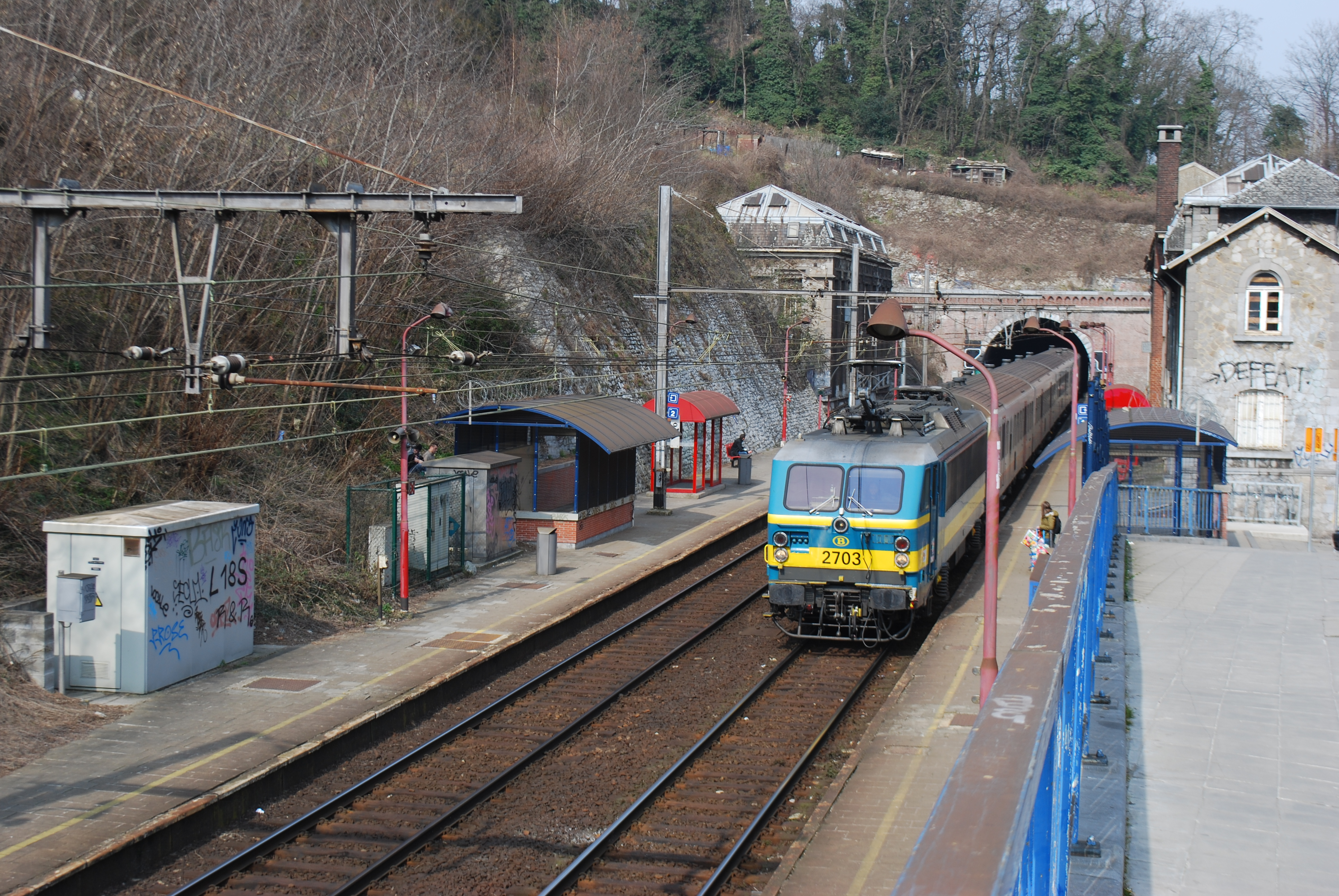
Arrivée d'un train en 2013.
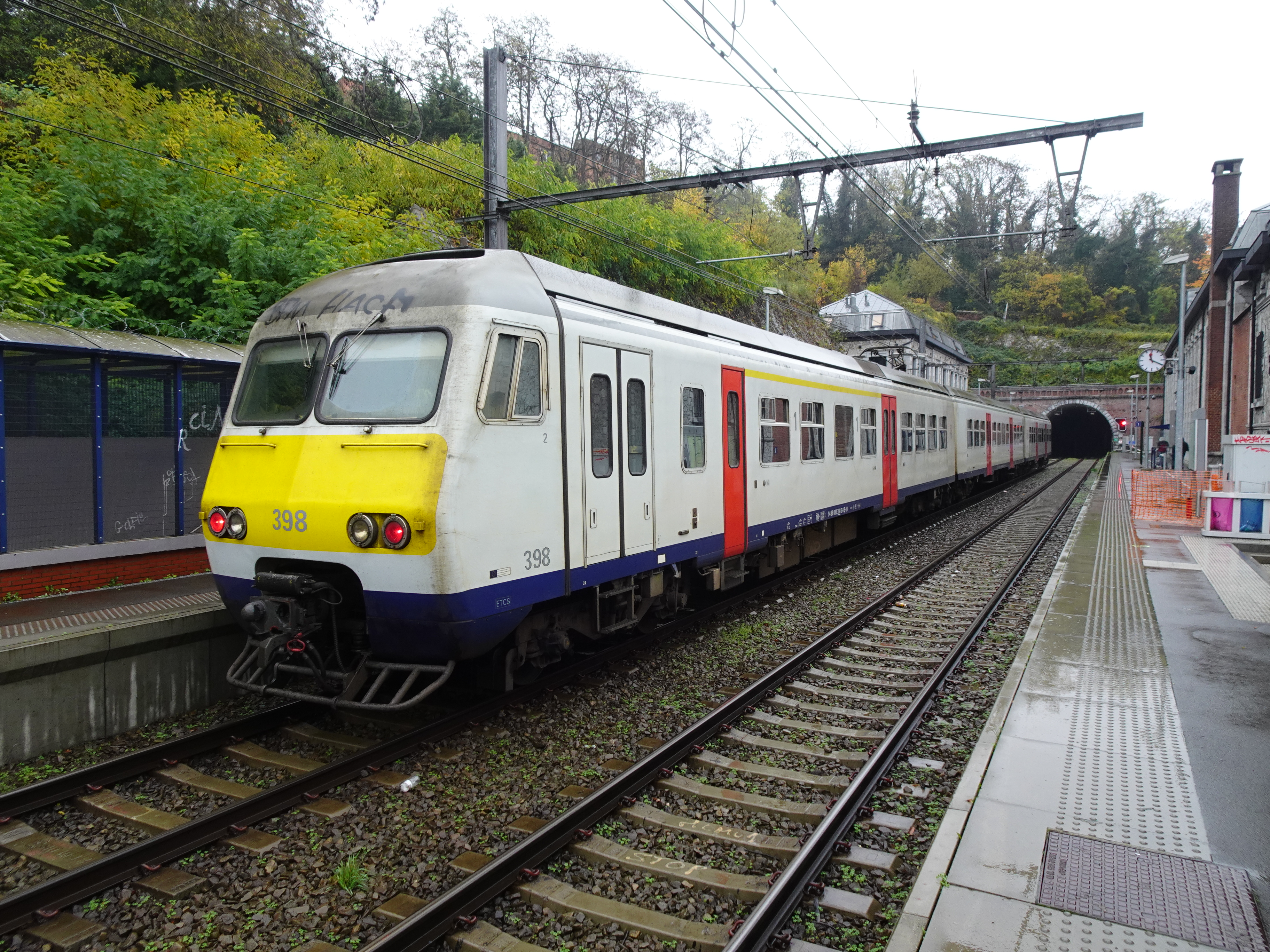
Train à quai en 2022.
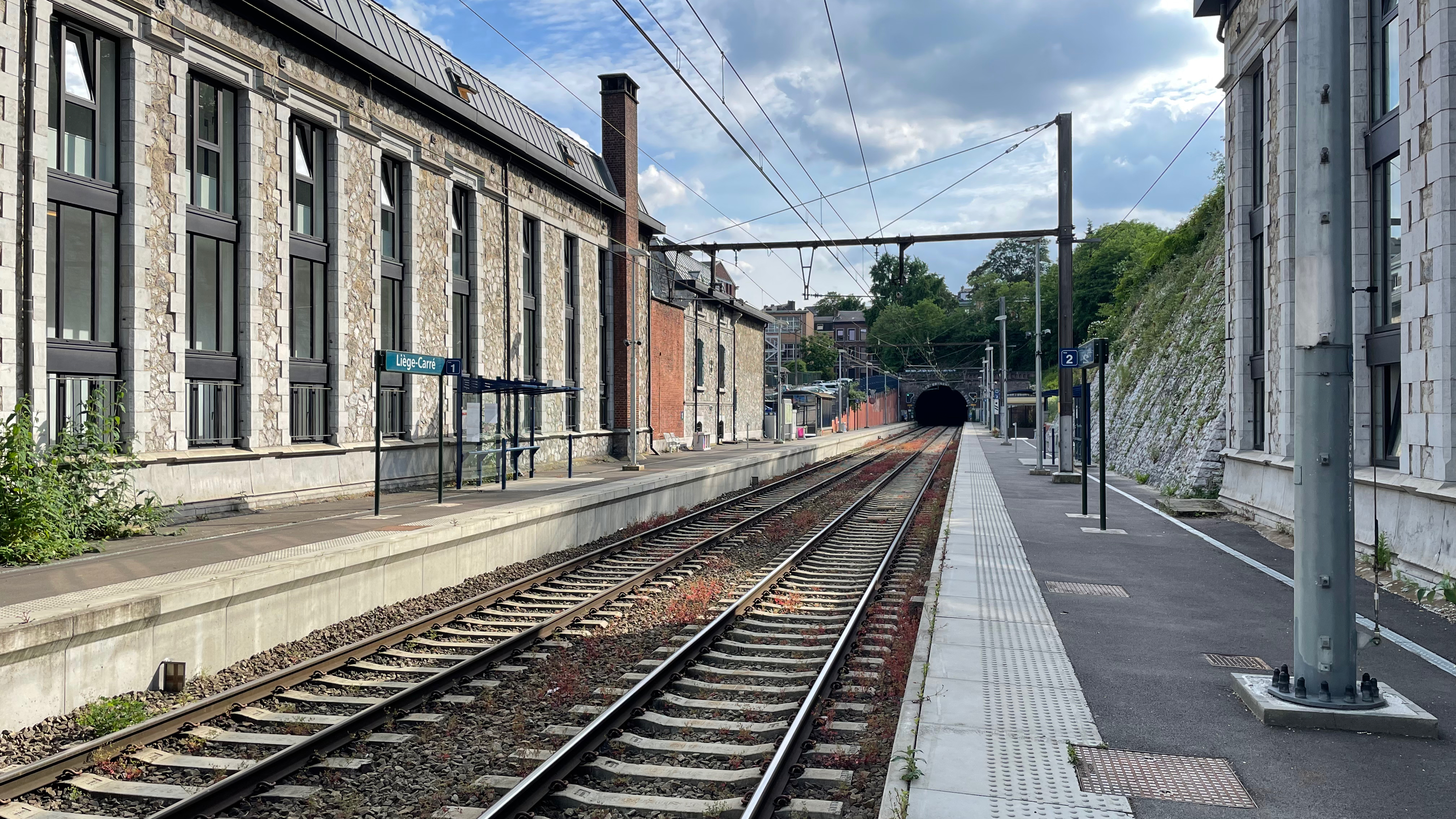
Les quais de la gare en 2022.